# Franco Vito Gaiezza
Franco Vito Gaiezza (Roma, 1962) è un musicista, compositore e scrittore italiano.

## Biografia
Franco Vito Gaiezza è nato a Roma nel 1962. Gaiezza ha studiato pianoforte col padre Ettore Gaiezza (rinomato pianista accompagnatore). Poi ha proseguito lo studio dell’organo a canne e si è diplomato nel 1986 presso il Conservatorio Alessandro Scarlatti di Palermo.
Si è esibito in concerti per organo, pianoforte o clavicembalo in Italia e all’estero. Per Radio 3 ha registrato nel 1985 e 1986 numerose trasmissioni radiofoniche. Il 19 giugno 2007 si è esibito a Parigi assieme all’organista Jean Guillou, in occasione del 18º Festival Internazionale St. Eustache, nell’esecuzione in prima mondiale del brano “La rivolta degli organi” di Guillou. 
Ha fondato l’associazione Albert Schweitzer di Palermo con la quale ha organizzato numerosi concerti in Italia e in Europa.
Ha pubblicato con Edizioni Momenti diversi racconti fantastici in cui la musica accompagna la narrazione.
Nel 2003 ha interpretato il personaggio di Vincent Cusumano nel film Il ritorno di Cagliostro.
Gaiezza si è impegnato per il censimento, il restauro e la valorizzazione degli organi a canne siciliani, antichi e moderni. Ha collaborato per il restauro e la creazione di organi con le fabbriche originarie siciliane e ha promosso il restauro di importanti organi abbandonati o dimenticati in Sicilia. 
Nel 2006 ha composto e suonato dei brani per il documentario Oltre Selinunte del regista Salvo Cuccia.
Nel 2015 ha pubblicato con Edizioni Momenti “César Franck. Brevi riflessioni interpretative in forma di conversazione”, ovvero il saggio sulle composizioni per organo di Franck.
Nel 2017 ha presentato l’opera “Liturgia dei bambini”, da lui composta con lo pseudonimo di Anton Phibes, ed eseguita dal coro e dagli studenti del conservatorio Toscanini di Ribera.
Franco Vito Gaiezza ha utilizzato diversi pseudonimi in qualità di autore, compositore o autore, fra cui Anton Phibes (personaggio fittizio dei film “L'abominevole dottor Phibes” e “Frustrazione”) e Alexandrei Gabrilisoff.

### Vita Privata
Franco Vito Gaiezza ha vissuto a Palermo fino agli anni 2000. Adesso vive a Ribera, dove lavora come docente del Conservatorio Toscanini.

## Opere

### Saggi
- César Franck. Composizioni per organo. Brevi riflessioni interpretative in forma di conversazione, Edizioni Momenti Ribera, 2015. ISBN 9788897629450

### Romanzi e racconti
- Buonanotte maestro Claude. Claude Debussy centenario della scomparsa terrena 1918-2018, con cd audio, Edizioni Momenti, 2019. ISBN 9788831923118
- Lilù. Breve favola a commento del video «Da un sogno nel cassetto», Edizioni Momenti, 2018. ISBN 9788897629993
- Volteggiano gli aquiloni al vento... e infine il mare, Edizioni Momenti, 2018. ISBN 9788897629979.
- In attesa della sera. Dialogo immaginario tra Johann Jakob Froberger e Anton Phibes, Edizioni Momenti, 2017. ISBN 9788897629733
- Maestro Claude. Claude Debussy centenario della morte 1918-2018, Edizioni Momenti, 2017, ISBN 9788897629856
- Assassinio a Caltabellotta. Una storia di Paride Benedetti, Edizioni Momenti, 2016. ISBN 9788897629665
- La pace degli uccelli, Edizioni Momenti, 2015. ISBN 9788897629467
- Giuna. La fanciulla che amava volare su piume di struzzo, Edizioni Momenti, 2015, ISBN 9788897629436
- Là dove si posano le coccinelle, con Cd Audio, Edizioni Momenti, 2014. ISBN 9788897629382
- Il mistero della Timpa, Edizioni Momenti 2014. ISBN 9788897629405
- La ali mozzate delle libellule, Edizioni Momenti, 2014. ISBN 9788897629412

### Musica
- La liturgia delle lacrime (liturgia dei bambini), 2017[9]